# Lappfogde
Lappfogde är ett gammalt namn på en ämbetsman som på regional nivå företrätt kronan gentemot samerna.

## Lappfogden i äldsta tid
Det första kända omnämnandet av en lappfogde finns i protokollet från lagmanstinget i Piteå i juli 1424. Där bestämdes att lappfogden skulle skipa rätt mellan birkarlar och samer, så att ingen led orätt med alltför omfattande skjutsar eller betungades på annat sätt. Mycket litet är dock känt om i vilken utsträckning det fanns lappfogdar på 1400-talet och vilka uppgifter de i så fall hade. 
I den mån lappfogdar fanns i Kemi, Torne, Lule och Pite lappmarker hade de knappast till uppgift att ta upp lappskatt, eftersom det där var birkarlarna som skötte den direkta kontakten med samerna. Förhållandena var annorlunda i de sydligaste lappmarkerna, Ångermanna lappmark och Ume lappmarker. Samerna där var konungslappar som skattade direkt till kronans representanter. Det är oklart om skatten under 1400-talet togs upp av särskilda lappfogdar eller av fogdarna i Ångermanland respektive Västerbotten. Genom ett kungligt brev 1526 bortförlänades i alla fall skatteuppbörden från sistnämnda område till landsköpmannen Anders Persson Grubb.
Från och med mitten av 1500-talet införde Gustav Vasa direkt beskattning även av samerna i de nordligare lappmarkerna. Därefter togs skatterna från alla lappmarker upp av lappfogdar. Dessa rekryterades vanligen ur kustlandets elit av landsköpmän och birkarlar men några av dem kom utifrån. Fogdeposterna innehades sällan mer än ett par år i taget, men samma personer kunde ha olika fogdeposter olika år. Under perioden 1620–1630 utarrenderades rätten att ta upp lappskatt till olika intressenter. 
Under 1600-talet utfärdades skriftliga instruktioner för lappfogdarna. Den senaste, från 1695, innehöll utförliga bestämmelser om hur lappskatten skulle uppbäras enligt det nya system som införts samma år.
Någon gång i början av 1700-talet slutade kronan att kalla sin representant i lappmarken för lappfogde – han blev rätt och slätt kronofogde. Det är exempelvis det ord som används i lappmarksreglementet från 1749. År 1760 utfärdades en instruktion för kronofogdarna i lappmarken, vilken avlöste 1695 års lappfogdeinstruktion. 

## Några lappfogdar under 1500- och 1600-talen

### Medlemmar av släkten Grubb
Som ovan nämnts hade Anders Persson Grubb (släkten hörde hemma i byn Grubbe utanför Umeå) i början av 1500-talet lappskatten från Ume lappmark som förläning. Hans son, Jakob Andersson, omnämns 1543 som lappfogde i Ume distrikt. Från och med 1553 fick han även hand om lappskatten från Ångermanland och verkade sedan som lappfogde fram till 1556. Jakob Anderssons son, Anders Jakobsson, var underlagman i Västerbotten på 1560-talet. Dennes svåger, Karl Unesson, blev även han bonde i Grubbe och verkade som lappfogde i Ångermanlands och Ume lappmarker 1601–1607 samt 1614–1616. Anders Jakobssons son, Jakob Andersson, arrenderade 1620–1630 rätten att ta upp lappskatt från detta område för en årlig summa av 145 daler 4 öre. Både Karl Unesson och Jakob Andersson (d.y.) återfinns för övrigt i den förteckning över personer som "waritt Birkarlar aff ålder, och brukatt theres handel medh Lapperne" som sammanställdes av Daniel Hjorth i samband med att de första kyrkplatserna inrättades i Lappmarken 1606.

### Nils Oravainen (Oravain)
Nils Nilsson Oravainen (ca 1530–1597) var birkarl bosatt i Vojakkala i Tornedalen. Han var lappfogde för Torne lappmark 1560–1576, 1582–1584 samt 1589–1597. Alla tre perioderna slutade med att han blev avsatt på grund av missförhållanden. År 1591 ritade han en kartskiss över lappbyarna i Torne lappmark.

### Olof Burman
Olof Andersson Burman (död 1603) innehade ett hemman i Öjebyn utanför Piteå. Han var fogde för Lule lappmark 1584–1591 och 1593–1597 samt för Torne lappmark 1603. Han utförde också andra uppgifter för den svenska staten. År 1595 ingick han i den svenska delegation som förhandlade med danskarna om gränserna på Nordkalotten. Tre år senare kartlade han färdvägarna från Torneå till Atlantkusten och Kolahalvön. 

### Didrik Persson Ruuth
Didrik Persson Ruuth eller Ruuta (även Theodoricus Petri Rwtha) kom från Borgå i Finland. Han studerade i Rostock och gav 1582 ut sångsamlingen Piæ Cantiones – Nordens första sångbok. Didrik Persson anställdes 1588 vid svenske kungens kansli. Han var fogde för Västerbotten 1595–1598, för Ångermanna och Ume lappmarker 1599 samt återigen för Västerbotten 1600–1601. År 1600 gjorde han en utredning om gränserna i lappmarken. Eftersom han hörde till Sigismunds anhängare utvisades han 1602 ur riket och dog i Polen.

### Hans Kråka
Hans Nilsson Kråka, född 1570, kom från birkarlssläkten Kråka i Sunderbyn utanför Luleå men var själv innehavare av ett hemman i Svensbyn, borgare i Piteå, periodvis länsman och nämndeman. Han var lappfogde för Ångermanlands och Ume lappmarker 1610–1611 samt för Pite lappmark 1614–1616.

### Reinhold Steger
Reinhold Johansson Steger kom enligt vissa uppgifter från Danzig. Han var lappfogde för Västersjölapparna (samerna vid Atlantkusten från Tysfjord till Varangerhalvön) 1608, för Lule lappmark 1609–1610, för Lule, Ångermanlands och Ume lappmarker 1611–1613 samt för Torne och Kemi lappmarker 1614–1615. Vid landstingets sammanträde i Torneå 1615 framförde samerna emellertid klagomål mot att Steger skulle ha fifflat med besmanen och krävde att han skulle avsättas. Så skedde också, och Jakob Olofsson Burman (son till ovannämnde Olof Burman) förordnades till ny lappfogde. Reinhold Steger blev i stället fogde över samtliga lappmarker söder om Torne lappmark 1617–1620 samt för Västerbotten 1622–1624.

## Lappfogden inom Lappväsendet
Lappfogden kom till heders igen i slutet av 1800-talet. År 1885 inrättades en tjänst som lappfogde i Jämtlands län för att medla mellan bofasta och renskötare. Åtgärden sågs som en tillfällig åtgärd, men den permanentades och utvidgades dessutom till de båda nordligare länen. I Norrbottens län tillsattes den första lappfogdetjänsten 1890. Den direkta orsaken var att Ryssland (inklusive Finland) beslutat att stänga gränsen mot Sverige, vilket innebar att det behövdes en myndighetsperson för att leda omflyttningar av renskötare från Sveriges nordligaste delar söderut. I Västerbottens län inrättades en lappfogdetjänst 1896 till följd av ökande problem inom renskötseln. 
Lappfogdarna blev statens representanter på regional nivå inom Lappväsendet. Jämtlands och Västerbottens län hade även fortsättningsvis en lappfogde vardera. Norrbottens län delades 1916 i ett nordligt och ett sydligt lappfogdedistrikt, och 1937 tillkom även ett östligt distrikt för skogslappbyarna. Därmed fanns tre lappfogdar i Norrbottens län. Totalt var de alltså fem. Lappfogdarna rekryterades vanligtvis bland statstjänstemän och akademiker. Under sig hade de lapptillsyningsmän, som kom från lokalbefolkningen i inlandet.
Till lappfogdens uppgifter hörde att övervaka att renskötarna följde lagar och bestämmelser samt efterlevde renbeteskonventionerna med Norge och Finland. Han skulle också främja en ”god renskötsel”. Vidare skulle lappfogden hålla uppsikt över kommunernas fattig- och barnavård bland samerna, samt avgöra vilka samiska barn som skulle gå i nomadskola. Han skulle också lämna uppgifter till taxeringsnämnden om renskötarnas beskattning. Om en renskötare ansökte om motbok bad Systembolaget om ett utlåtande från lappfogden.
År 1962 omorganiserades Lappväsendet och fick en tydligare inriktning mot rennäringsfrågor. Samtidigt ersattes titeln lappfogde med förste konsulent, och lapptillsyningsman blev instruktör. 
Lappväsendet avskaffades 1971. Fyra av de fem lappfogdarna eller konsulenterna fick då anställning vid lantbruksnämnderna och arbetade vidare med rennäringsfrågor. Det var alltså i stort sett samma personer som fortsatte att verka oavsett system.

## Lappfogdar och konsulenter 1885–1971
Förteckning över lappfogdar (efter 1962 kallade förste konsulenter) i Sverige efter 1885. Endast de som tillförordnats till tjänsten har tagits med.

### Norrbottens län (hela)
- Frans Forsström 1890–1897
- Julius Hultin 1897–1915
- Johan Olof Holm 1915–1916

### Norrbottens norra
- Johan Olof Holm 1916–1929
- Ragnar Pappila 1929–1932
- Erik Hedbäck 1932–1968
- Börje Pekkari 1968–1971

### Norrbottens södra
- Claes Österberg 1916–1932
- Erik Malmström 1932–1961
- Börje Pekkari 1961
- Per Lithander 1961–1971

### Norrbottens östra
- Ragnar Pappila 1932–1935
- Edvin Kangas 1937–1960
- Per Lithander 1960–1961
- Börje Pekkari 1961–1964
- Bror Ejdemo 1964–1971

### Västerbottens län
- Fredrik Burman 1896–1906
- Peder Holm 1906–1915
- Erik Bergström 1915–1920
- Gustaf Lindström 1920–1928
- Hans Cederberg 1928–1936
- Hilding Johansson 1936–1953
- Hilding Ritzén 1953–1964
- Börje Pekkari 1964–1969
- Göran Lundvall 1969–1971

### Jämtlands län
- Adolf Suwe 1885–1896
- Alarik Dalqvist 1896–1897
- Patrik Adolf Brännström 1897–1899
- Axel Frändén 1899–1905
- Abraham Staaff 1905–1930
- Waldemar Gardham (f. d. Nilsson) 1930–1949
- Åke Wikman 1949–1958
- Bror Ejdemo 1958–1964
- Iwan Lundberg 1964–1971

Efter Lappväsendets avskaffande 1971 fortsatte Börje Pekkari, Per Lithander, Göran Lundvall och Iwan Lundberg att arbeta med renskötselfrågor vid lantbruksnämnderna i respektive län. I folkmun kallades de ofta för lappfogdar även fortsättningsvis.